# الغابات الشمالية الكندية

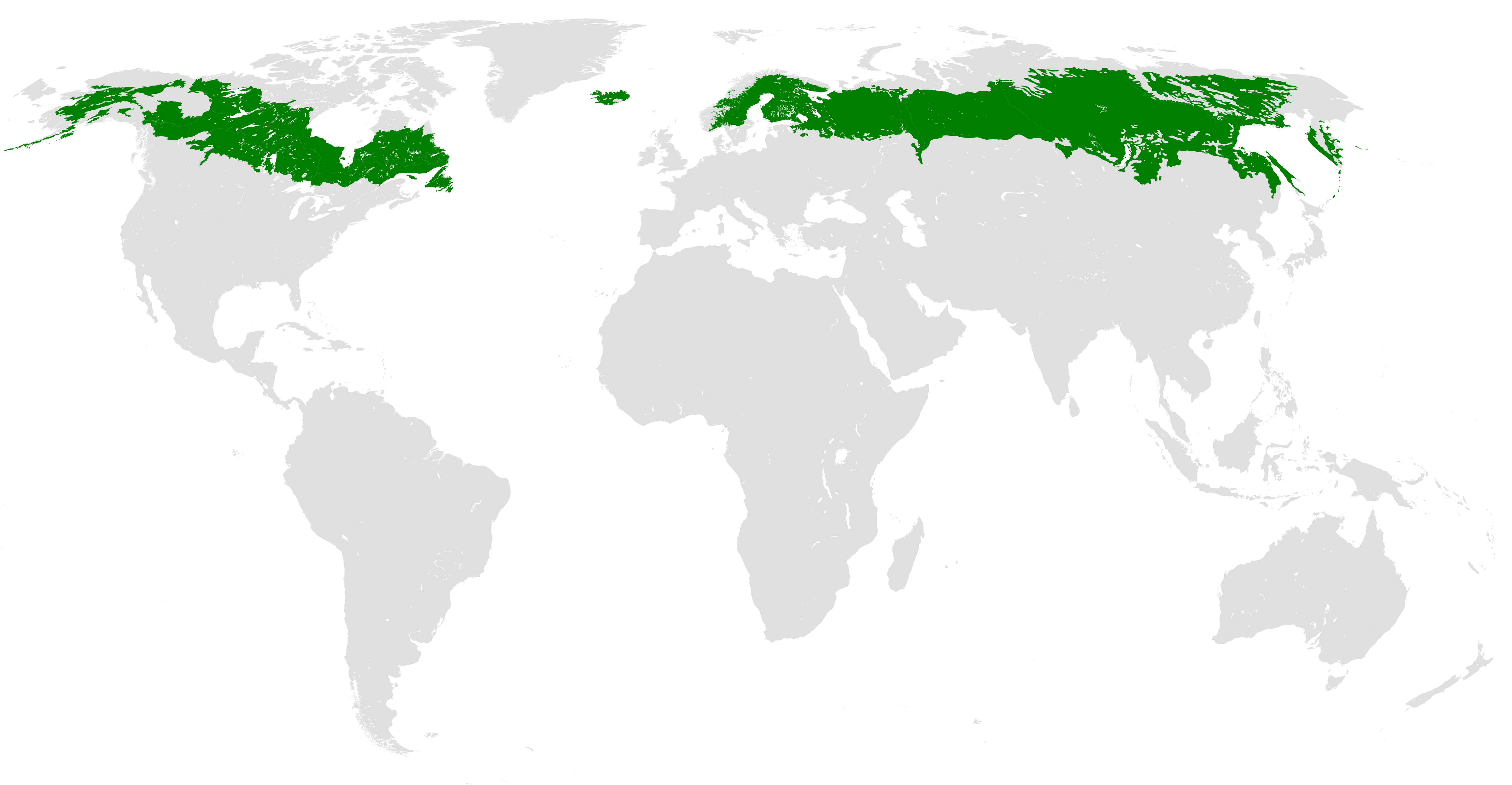
الغابات الشمالية في أقصى شمال الدائرة القطبية

الغابات الشمالية في كندا هي منطقة واسعة تضم حوالي ثلث الغابات الشمالية القطبية التي تقع في نصف الكرة الشمالي وتحديدا فوق خط العرض 50 شمال . تشمل الدول الأخرى ذات الغابات الشمالية :روسيا ( التي تحتوي على الأغلبية) ، والولايات المتحدة في أقصى شمال ولاية ألاسكا ، والدول الاسكندنافية أو دول شمال أوروبا (مثل السويد وفنلندا والنرويج ومناطق صغيرة من اسكتلندا).في أوروبا ، يُشار إلى الغابات الشمالية بأكملها باسم التايغا. وتغطي المنطقة الشمالية في كندا حوالي 60٪ من مساحة البلاد.

تمتد المنطقة الشمالية الكندية إلى معظم الجزء الشرقي من محافظة نيوفاوندلاند ولابرادور من الحدود بين شمال يوكون و ألاسكا . وتهيمن على منطقة الغابات الصنوبرية شجرة التنوب بشكل خاص، تتخللها الأراضي الرطبة، ومعظمها من المستنقعات و الأهوار. تضم المنطقة الشمالية من كندا ثمانية مناطق بيئية . بينما يختلف التنوع البيولوجي للمناطق، فإن لكل 
نطاق بيئي نباتات وحيوانات أصلية مميزة.
تتكون منطقة الغابات الشمالية من غابات الصنوبريات ذات التاج المغلق المتساقطة الأوراق بشكل واضح . ونسب الصنوبريات المهيمنة (التنوب الأبيض والأسود، وصنوبر جاك ( صنوبر لامب)، تاماراك، والتنوب) تختلف اختلافا كبيرا في الاستجابة للتفاعلات المناخية، التضاريس، التربة، النار والآفات، وربما عوامل أخرى.
يعيش في المنطقة الشمالية حوالي 13٪ من سكان كندا. مع اتساعها الشاسع وغطائها الحرجي، يساهم الشمال إسهامًا مهمًا في الاقتصادات الريفية والأصلية في كندا، بشكل أساسي من خلال صناعات الموارد والاستجمام والصيد وصيد الأسماك والسياحة البيئية.
تستمد مئات المدن والبلدات داخل أراضيها ما لا يقل عن 20 ٪ من نشاطها الاقتصادي من الغابات، بشكل رئيسي من الصناعات مثل منتجات الغابات والتعدين والنفط والغاز والسياحة. و تلعب الغابات الشمالية أيضًا دورًا بارزًا في تاريخ كندا وتطورها الاقتصادي والاجتماعي والفنون.